# Hotel Magdeburger Hof

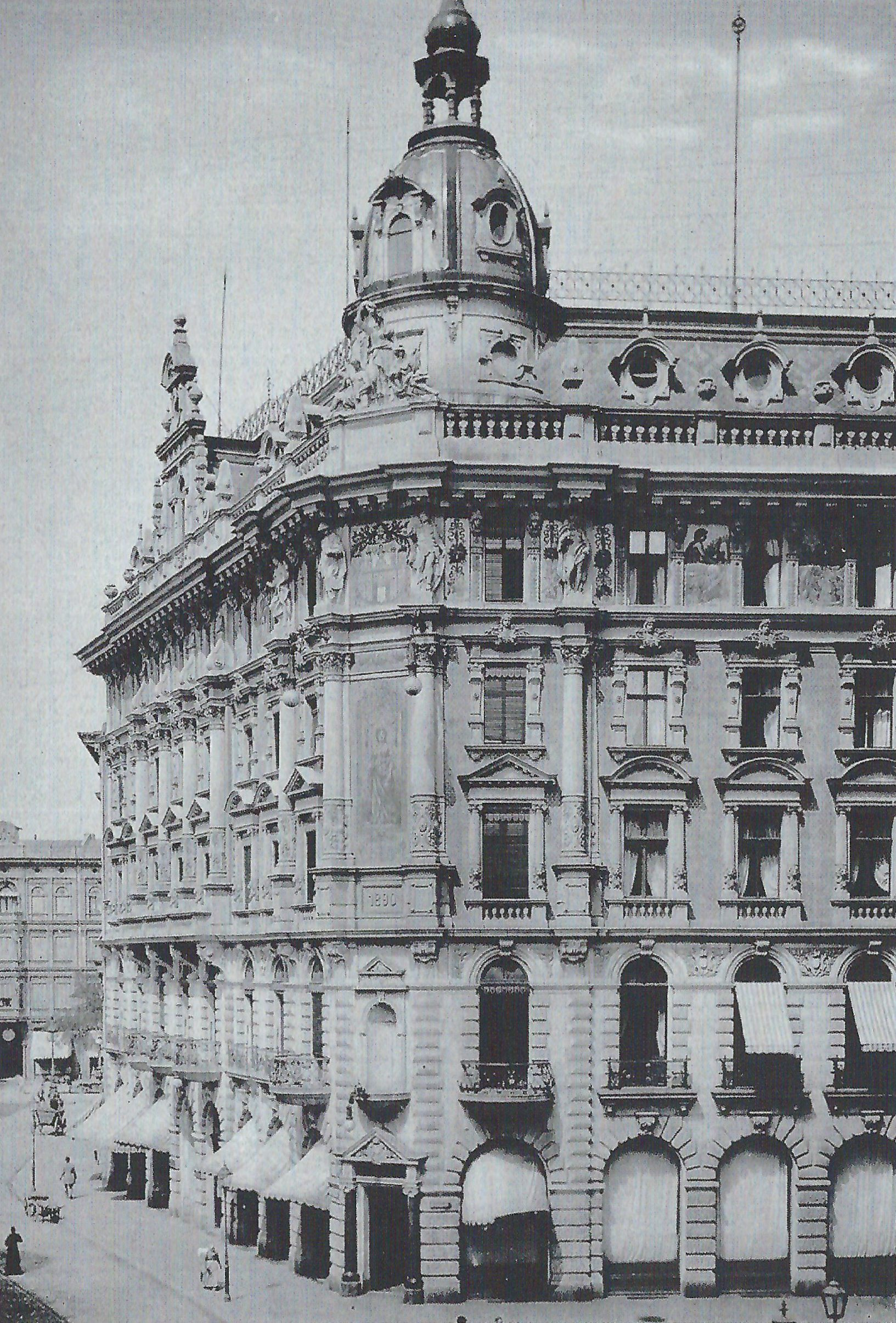
Hotel Magdeburger Hof, Blick von Osten, links die Alte Ulrichstraße, rechts die Kutscherstraße, Anfang der 1890er Jahre

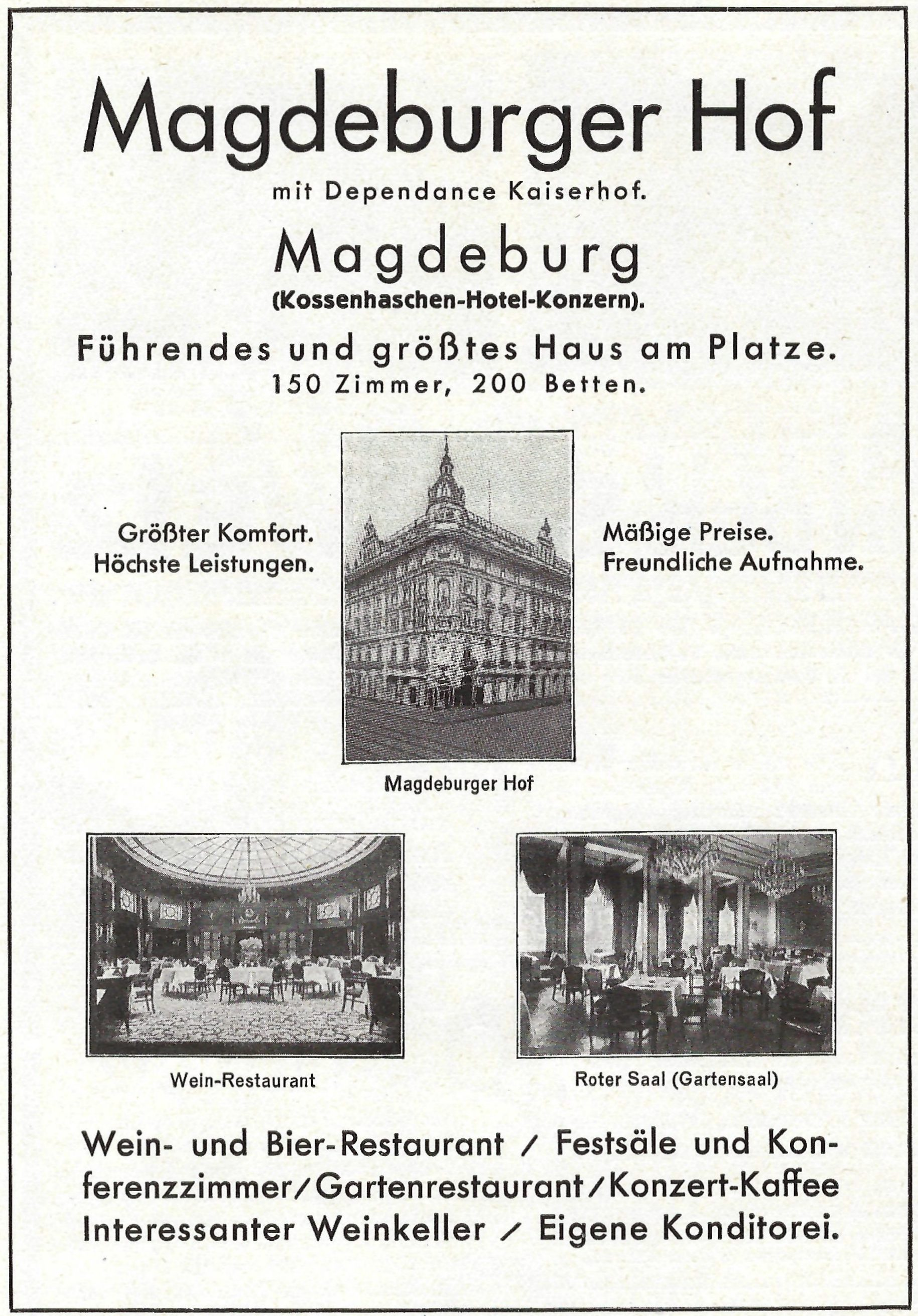
Anzeige des Hotels im Jahr 1931

Das Hotel Magdeburger Hof war ein Hotel in Magdeburg im heutigen Sachsen-Anhalt. Es galt als größtes Hotel der Stadt, wurde jedoch im Zweiten Weltkrieg zerstört.

## Lage
Das Gebäude stand in der Magdeburger Altstadt auf der Nordseite der Alten Ulrichstraße in Ecklage zur östlich des Hotels einmündenden Kutscherstraße, an der Adresse Alte Ulrichstraße 4. Östlich gegenüber dem Hotel stand die St.-Ulrich-und-Levin-Kirche. Heute befindet sich an der Stelle des ehemaligen Magdeburger Hofs etwa der Fußgängerbereich südöstlich der Kreuzung Weinarkade von Ernst-Reuter-Allee und Otto-von-Guericke-Straße.

## Ausstattung
Das Hotel hatte 150 Zimmer mit 200 Betten. Es gab ein Wein- und ein Bierrestaurant, Festsäle und Konferenzzimmer, ein Gartenrestaurant, ein Konzert-Kaffee sowie eine eigene Konditorei. Außerdem hatte das Hotel einen mit Fresken geschmückten Weinkeller. Zum Hotel gehörte auch das direkt nördlich angrenzende ältere Hotel Kaiserhof.

## Geschichte und Architektur

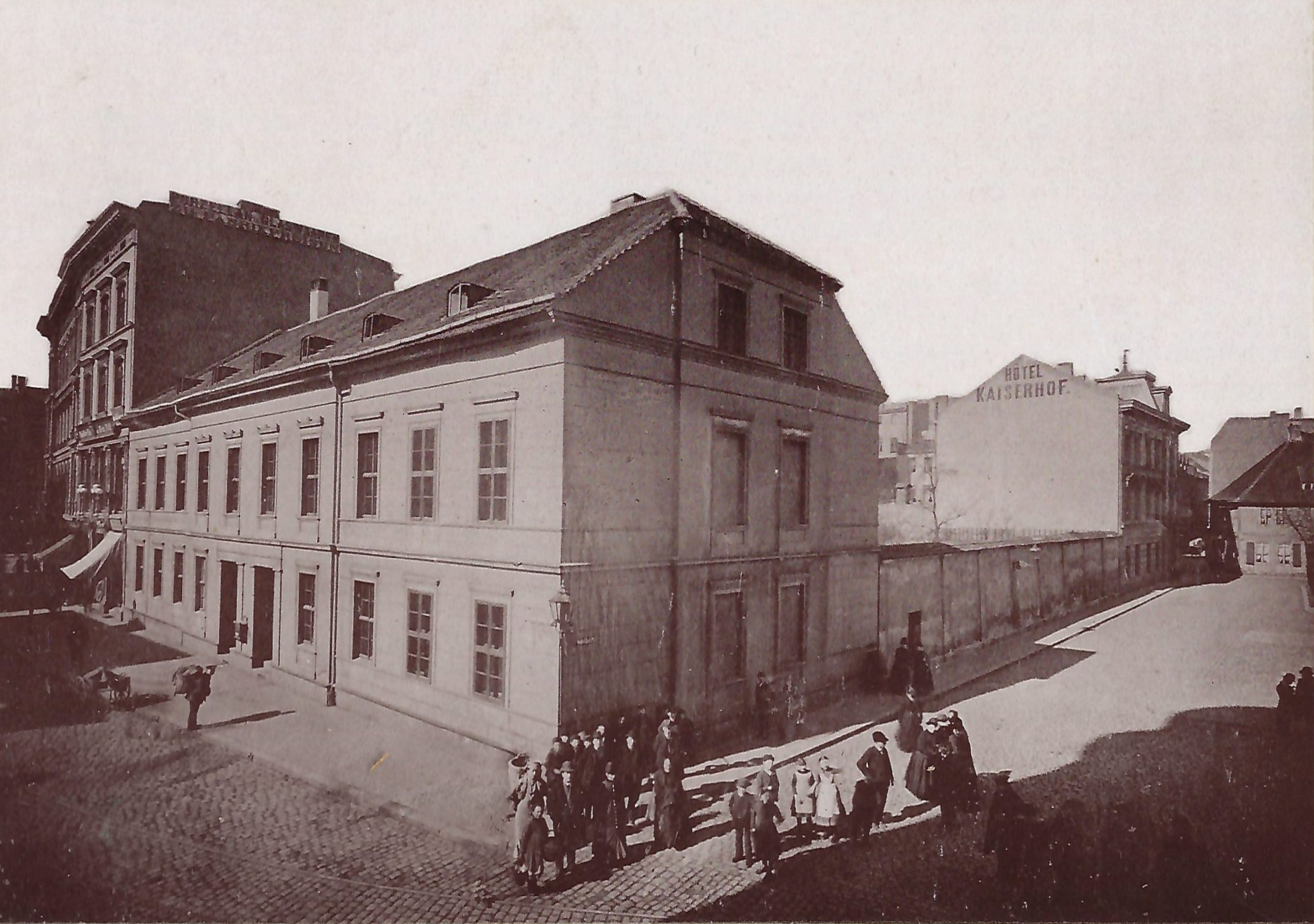
Das Pfarrhaus der Ulrichsgemeinde als Vorgängerbebauung, rechts im Bild bereits das Hotel Kaiserhof

Bereits in der Zeit vor 1631, dem Jahr der Zerstörung der Stadt Magdeburg, befand sich an dieser Stelle das Pfarrhaus der Ulrichsgemeinde. Diese Nutzung blieb bis etwa in das letzte Viertel des 19. Jahrhunderts bestehen. Dann entstand das Hotel Magdeburger Hof. Der fünfgeschossige Hotelbau war repräsentativ gestaltet. Das Hotel gehörte zum Hotelkonzern Kossenhaschen.
Das als Dependance betriebene Hotel Kaiserhof war zuvor selbständig als Hotel und Restaurant geführt worden. Voreigentümer waren hier R. Rosenhagen, C. Regener und Otto Hinz.
Während des Zweiten Weltkriegs wurde das Haus zerstört und später nicht wiederaufgebaut. In der Zeit der DDR erfolgte ein Wiederaufbau der Stadt, der sich nicht an der historisch gewachsenen Stadtstruktur orientierte. Die heutige Ernst-Reuter-Allee wurde neu angelegt, das Grundstück des Magdeburger Hofs blieb unbebaut und wurde Teil der Anlage des Zentralen Platzes.